# أودو هان
أودو هان (بالألمانية: Udo Hahn)‏ هو عالم عقيدة وكاتب وصحفي ألماني، ولد في 9 مايو 1962 في لاوف آن در بغنيتز في ألمانيا.